# Naim Šarifi
Machmadnaim Machmadkarimzade Šarifi, noto come Naim Šarifi (in russo Махмаднаим Махмадкаримзаде Шарифи?; Dušanbe, 26 ottobre 1986), è un ex calciatore tagiko naturalizzato russo, di ruolo difensore.

## Carriera
Il 17 luglio 2010 fa il suo debutto ufficiale sotto la guida di Werner Gregoritsch.